# TARG3T
TARG3T este o formație de hardcore-metal înființată în Alba Iulia în anul 1998, în momentul de fața activând în Deva.

## Istoric

##### TARG3T: 1996-2001
Andrei Bosânceanu este membru fondator. Se consideră că Target este evoluția firească a componenței și stilului promovat de trupa Alba Iuliană, de când a pornit la drum în 1995 cu No More Pain, etapă intermediară fiind proiectul No Naked Faith din 1997. Cipri Sav pleacă la Deva unde înființează Bio.Dome. Odată cu venirea lui Ionuț Olariu (chitară bas) trupa primește numele TARG3T. 
În 1999, la Samus Rock Alive, Target câștigă mai multe premii (Cea mai bună voce – Anca Vulpe, Cel mai bun chitarist- Andrei Bosânceanu și cea mai bună formație). Premiul câștigat constă în înregistrarea unei piese într-un studio profesional, ocazie cu care trupa înregistrează un EP care conține piesele Jump și The Mask.
În anul 2000 Ionuț Olariu iși satisface stagiul militar timp în care Andrei Bosânceanu și Ștefan Crișan colaborează cu un MC de hip hop, Romichete (Getto Daci) pentru piesa rap-metal X-perientza.
Componența TARG3T 1996 – 2001.
- Andrei Bosânceanu (chitară)
- Anca Vulpe (voce)
- Ștefan Crișan (voce)
- Alex Vlad (voce)
- Ionuț Olariu (chitară bas)
- Puiu Bretoiu (baterie)

##### TARG3T 2001-2003
Odată cu revenirea lui Ionuț in 2001, Target își reia activitatea compozițională, trupa fiind formată doar din 2 membrii, respectiv Andrei Bosânceanu si Ionuț Olariu. La sfârșitul anului 2001, Cipri Sav se întoarce de la Deva ocazie cu care se înregistrează EP-ul "Aș vrea sa cred". Este o perioadă în care se susțin mai multe concerte pe plan local pentru că nu există nici un fel de circuit de cluburi în țară. Totodată, Casele de Cultură sunt privatizate (în sensul că se taie drastic bugetul primit de la Ministerul Culturii și încep să fie organizate evenimente și se dau spații în chirie din care se autobugetează aceste instituții), ceea ce duce la dispariția circuitelor de Festivaluri-Concurs Rock din întreaga țară.
Componența TARG3T 2001 – 2002.
- Andrei Bosânceanu (chitară solo)
- Ionuț Olariu (voce,chitară bas)
- Ciprian Sav (voce)

##### TARG3T 2003-2007
În 2002, este chemat Adrian "Bilă" Urițescu (Ex. Bio.Dome, Outcast, Funktion, Etajul3) de la Deva. Bio.Dome se desființează. Adrian "Bilă" Urițescu mai are un side-project, Outcast, de unde îl aduce pe Gabriel Daradici la baterie ... astfel se rezolvă problemele interne și trupa începe să lucreze la un material nou, genul abordat în această perioadă fiind Nu-Metal. Se lucrează împreuna cu un mc-dj Ștefan Crișan, sound-ul trupei începând să se cizeleze. În vara 2003, Target face un mic turneu la Alba Iulia și Deva cu Vița de vie. Gabi Daradici părăsește formația în toamna anului 2003 fiind înlocuit de un vechi prieten și component din formula inițială No More Pain (1995), Cristi Rigman (care între timp și-a încercat norocul la București, cu Scuba). Ultima modificare este plecarea lui Andrei Bosânceanu în Spania, locul lui în trupă fiind luat de fratele lui de 15 ani (atunci), Vladimir Bosânceanu.
În 2004 Target participă la MTV Alternative Competition (un concurs lipsit de finalitate din cauza lipsei de interes a posibililor sponsori sau a patronilor clubului, care a găzduit etapele de preselecție, pentru genurile de muzică cântate live, la nivel de cluburi!), cântă la Rock La Mureș care este printre primele festivaluri de vară care promovează muzica live din underground, FÂN FEST (unde participă la campania "Salvați Roșia Montană"), STUFSTOCK, STUDENTFEST TM,CJ, TOP T BUZĂU, HEARTROCK BOTOȘANI și cântă alături de trupele rock ale momentului (IPR, Crize, Trooper, Point Blank, Subscribe, Ektomorf, Luna Amară, BIO, Coma, Guerrilas etc). Se încep înregistrările la EP-ul si DVD-ul multimedia "Fă și tu ceva", se filmează primul videoclip TARG3T la piesa Fă si tu ceva, toate acestea fiind realizate DIY.
Între timp Ștefan Crișan este înlocuit de către Faur Cosmin ex Bio.Dome., Se încearcă câteva colaborări cu personaje marcante din "industria muzicală" a momentului, bineînțeles fără finalitate.
Componența TARG3T 2003 – 2007.
- Vlad Bosânceanu (chitară solo)
- Ionuț Olariu (voce)
- Ciprian Sav (voce)
- Adrian Uritescu (chitară bas)
- Ștefan Crișan (fx voce)
- Cosmin Faur (fx voce)2005
- Cristian Rigman (baterie)2004-2006
- Gabriel Daradici (baterie)2003

##### TARG3T 2007-2008
Urmează o perioadă de criză (2007 până în 2009) datorată plecării lui Cristian Rigman -tobe, Ciprian Sav -voce, Vladimir Bosânceanu - chitară , TARGET ia o pauză, dar din dorința de a continua ceea ce au început, Ionuț împreună cu Adrian  caută soluții la această “criză” mutându-se la Deva unde încep lucrul la amenajarea sălii de repetiții pusă la dispoziție de către BELEVION. Astfel în trupă apar doi membrii noi, Alexandru "Adu" Ardean - tobe și Samuel Falc (chitară bas), Adrian Urițescu trece la chitară, compoziția având tente de melodic hardcore. În aceasta formulă are loc un singur concert alături de IPR. Samuel Falc (chitară bas) pleacă din TARG3T in 2008.
Componența TARG3T 2007 – 2008.
- Ionuț Olariu (voce)
- Adrian Uritescu (chitară)
- Alexandru Ardean (tobe)
- Samuel Falc (chitară bas)

##### TARG3T 2009-prezent
În vara anului 2009 Cosmin Cocrean (chitară bas) se alatură trupei, revine în formulă și membrul fondator Andrei Bosânceanu (chitară) astfel începând lucrul la un nou material în care se experimentează diverse tipuri de acordaj făcându-se astfel tranziția de la chitară cu 6 corzi la chitară cu 7, respectiv 8 corzi. Stilul abordat este hardcore-metal. În 2010 TARG3T își deschide propriul studio de înregistrări "LOWBASS5 REC.STUDIO", Cosmin Cocrean pleacă din trupă, locul său fiind luat de către Alin "Mesa" Mesaros (Pillfed), iar Alexandru Ardean (tobe) este înlocuit cu Robert Bravjak (Simbio). În 2011 Andrei Bosânceanu decide sa părăseasca formația locul său fiind luat temporar de Șerban Ontanu-Crăciun (Luna Amara) într-un final Șerban este înlocuit de Ionuț "Trunks" Dumitrescu(eyeSEEred). Se înregistrază single-ul I'M DONE care beneficiază și de un videoclip filmat de Radu Barb (ex Deimos, Clone) nominalizat Best Metalhead video of the Year. În această perioadă activitatea trupei este foarte intensă, avand numeroase concerte de club în majoritatea orașelor mari din țară, participă la OPEN CAMP VASLUI, ROUTE 68 SUMMERFEST, POSADA ROCK (unde caștigă marele premiu), TRANSYLVANIAN OWL FEST - CLUJ NAPOCA alături de (ORIGIN (S.U.A.), Psycroptic (AUSTRALIA), LENG TCH'E (Belgia),ITE MISSA EST (Franța), SPIRITUAL RAVISHMENT (România)). Trupa participă de asemenea și la turneul caritabil "Moș Crăciun este Rocker" alături de Dirty Shirt și la "One Love For Chi", concert caritabil cu strângere de fonduri în beneficiul lui Chi Cheng (ex basist Deftones). 
In toamna 2012 Ionuț "Trunks" Dumitrescu (eyeSEEred)decide sa paraseasca TARG3T. 
În prezent  TARG3T promoveza albumul FACEBURN. 
Albumul este produs în studioul propriu și este masterizat de Greg Reely (Machine Head, Fear Factory, Devildriver etc:)
Componența actuală
- Ionut Olariu (myuz) - voce
- Robert Bravjak (roby)– tobe
- Adrian Uritescu (bila) – voce, chitara
- Alin Mesaros (mesa)–  chitară bas

## Discografie
EP "Jump" (1999)
- Jump
- The Mask

SINGLE  "X-perientza" (2000)
- X-perienta feat. Romichete Getto Daci

EP  "Aș vrea sa cred" (2002)
- Aș vrea sa cred
- Si te-ntrebi
- Avort verbal (contest song Parazitii)
- Vis

EP + DVD  "Fa si tu ceva" (2005)
- Fa și tu ceva
- Singur
- Karma
- Sari
- Toxic
- Vrei să-mi spui
- Motivat

EP  2011
- I'M DONE
- The Left and the Right

FACEBURN (2012)
- 1.HALF GOD feat. Mihai (Front)
- 2.FAITH
- 3.OBEY
- 4.ALONE
- 5.CHEMTRAILS
- 6.I’M DONE
- 7.POVESTEA ORICUI
- 8.THE LEFT AND THE RIGHT
- 9.FACEBURN
- 10.NEVER TRY
- 11.STAND UP
- 12.GUILTY feat. Ontz (Luna Amara)